# Damjan Fras
Damjan Fras (n. 21 februarie 1973, Ljubljana, Republica Socialistă Slovenia, RSF Iugoslavia) este un săritor cu schiurile ce a reprezentat Slovenia, medaliat olimpic. A participat la o ediție a Jocurilor Olimpice (2002) în care a câștigat o medalie de bronz.

## Participări
Lista de mai jos prezintă principalele competiții la care a participat Damjan Fras de-a lungul carierei.
- ski jumping at the 2002 Winter Olympics – large hill team[*]